# Manoel Raymundo Pais de Almeida
Manoel Raymundo Pais de Almeida (Uberaba, 11 novembre 1921 – San Paolo, 20 ottobre 2014) è stato un imprenditore, dirigente sportivo e allenatore di calcio brasiliano.

## Biografia
Entrò a far parte del São Paulo Futebol Clube nel 1941, in qualità di membro del consiglio deliberativo. Fu anche direttore sportivo e membro della commissione che si occupò della costruzione dello stadio Morumbi, mentre dal 1973 al 1980 fu presidente del Consiglio Consultivo del club. A lui si deve la creazione del primo gruppo di tifosi organizzati del San Paolo. Per la squadra paulista ricoprì pure il ruolo di allenatore ad interim in diverse occasioni: nel 1958 (per sei partite, in sostituzione di Béla Guttmann) e nel 1961.